# Partie Traumatic
Partie Traumatic es el nombre del álbum debut de la banda americana de indie rock, Black Kids. Fue lanzado por Almost Gold el 7 de julio del 2008, en el Reino Unido, y fue lanzado por Columbia Records el 22 de julio del 2008 en Norteamérica. El álbum llegó hasta el puesto #5 del UK Albums chart.

## Lista de canciones
| N.º | Título                                                     | Duración |  |
| 1.  | «Hit the Heartbrakes»                                      | 3:44     |  |
| 2.  | «Partie Traumatic»                                         | 3:10     |  |
| 3.  | «Listen To Your Body Tonight»                              | 3:08     |  |
| 4.  | «Hurricane Jane»                                           | 4:32     |  |
| 5.  | «I'm Making Eyes at You»                                   | 4:29     |  |
| 6.  | «I've Underestimated My Charm (Again)»                     | 3:55     |  |
| 7.  | «I'm Not Gonna Teach Your Boyfriend How to Dance with You» | 3:37     |  |
| 8.  | «Love Me Already»                                          | 4:04     |  |
| 9.  | «I Wanna Be Your Limousine»                                | 3:16     |  |
| 10. | «Look at Me (When I Rock Wichoo)»                          | 4:11     |  |

## Créditos
- Owen Holmes – bajo
- Kevin Snow – batería
- Dawn Watley – teclados y voz
- Ali Youngblood – teclados y voz
- Reggie Youngblood – guitarra y voz
- Makoto Sakamoto - bongos en "Partie Traumatic" y "Love Me Already"
- Productor: Bernard Butler
- Mastering: Chris Potter at Alchemy Studio
- Ingeniero: Seb Lewsley
- Mezclador: : Lexxx at Miloco Studios y Olympic Studios
- Asistente: David Emery, Matt Paul, Adrian Breakspear
- Album design: Brendon Clark y Black Kids
- Fotografía: Dean Chalkley
- Publicado por Universal Music Publishing Ltd.
- Grabado por West Heath Studios In England

## Charts
| Chart (2008)     | Posición |
| ---------------- | -------- |
| UK Albums Chart  | 5        |
| US Billboard 200 | 127      |

## Menciones
- Best of 2008 (#4) – New York Post, diciembre de 2008[1]

- 50 Best Albums of the Year (#39) – The Observer, diciembre de 2008[2]

- The 40 Best Albums of  2008 (#22) – Spin, diciembre de 2008[3]

- The Top 50 Albums of 2008 (#43) – NME, diciembre de 2008[4]